# Општина Лунђешти (Валча)
Лунђешти (рум. Lungeşti) општина је у Румунији у округу Валча.
Oпштина се налази на надморској висини од 204 m.